# Granisetron
Granisetron ist ein Wirkstoff aus der Gruppe der 5-HT3-Antagonisten, der als Antiemetikum zur Behandlung von Übelkeit und Erbrechen in Verbindung mit einer Zytostatika-Therapie oder bei postoperativer Übelkeit und Erbrechen eingesetzt wird. Granisetron ist unter verschiedenen Handelsnamen als Filmtablette und als Infusionslösung im Handel, in den USA sind auch transdermale Pflaster auf dem Markt.

## Klinische Angaben

### Anwendungsgebiete (Indikationen)
Die Gabe von Zytostatika im Rahmen einer Chemotherapie führt oft zu Übelkeit und Erbrechen (chemotherapy-induced nausea and Vomiting, CINV) und kann therapielimitierend sein. 5-HT3-Antagonisten haben hier, auch in Verbindung mit weiteren Antiemetika, in zahlreichen Studien eine effektive Wirksamkeit gezeigt und sind in aktuellen Richtlinien aufgeführt. Sie sind dabei sowohl bei schnell auftretender als auch bei verzögert einsetzender Übelkeit effektiv.
Postoperative Übelkeit und Erbrechen (postoperative nausea and vomiting, PONV) treten als Nebenwirkungen von Anästhesieverfahren, insbesondere der Allgemeinanästhesie (Narkose) auf. PONV entsteht durch verschiedene Faktoren (Medikamenteneinfluss, persönliche Veranlagung, äußere Einwirkungen), der Entstehungsmechanismus ist nicht im Detail verstanden. Die Häufigkeit von Übelkeit und Erbrechen liegt bei einer Allgemeinanästhesie ohne prophylaktische Maßnahmen bei 20–30 %. Durch ein multimodales Behandlungskonzept kann das Auftreten zumindest verringert werden. Dabei spielen 5-HT3-Antagonisten eine zentrale Rolle, sie sind die am besten untersuchte Stoffgruppe zur Behandlung der postoperativen Übelkeit, für deren Wirksamkeit, auch für Granisetron, eine hohe Evidenz vorliegt.
Bei Leber- oder Niereninsuffizienz ist keine Dosisanpassung erforderlich. In Schwangerschaft und Stillzeit wird die Anwendung aufgrund fehlender Daten nicht empfohlen, es gibt jedoch keine Hinweise für eine Schädlichkeit.

### Gegenanzeigen (Kontraindikationen) und Wechselwirkungen
Eine Gegenanzeige besteht nur in einer Überempfindlichkeit gegen den Wirkstoff. Klinisch relevante Wechselwirkungen bestehen nicht.

### Unerwünschte Wirkungen (Nebenwirkungen)
Als Nebenwirkungen können häufig Kopfschmerzen, Obstipation, grippeartige Symptome mit Fieber und Schüttelfrost, gelegentlich auch Überempfindlichkeitsreaktionen oder ein vorübergehender Anstieg
der Leber-Transaminasen auftreten. Bei Setronen werden gelegentlich EKG-Veränderungen beobachtet, einschließlich QT-Verlängerung. Diese werden als klinisch irrelevant betrachtet, bei kardialen Risikopatienten ist jedoch besondere Aufmerksamkeit notwendig.

## Pharmakologische Eigenschaften
Granisetron hemmt als potenter Antagonist am 5-HT3-Rezeptor die Wirkung von Serotonin an Strukturen im zentralen Nervensystem, insbesondere in der Chemorezeptoren-Triggerzone der Area postrema und am Nucleus tractus solitarii, die an der Entstehung von Übelkeit und Erbrechen beteiligt sind. Granisetron wirkt fast ausschließlich an diesem einen Rezeptor, im Gegensatz zu anderen 5-HT3-Antagonisten wie etwa Ondansetron, die nachweislich auch an anderen Rezeptoren wirken. Dennoch sind auch Ondansetron und Tropisetron hochselektiv für den 5-HT3-Rezeptor. Kaum selektiv sind dagegen solche Wirkstoffe wie Metoclopramid, Renzaprid and Zacoprid.
Die Bioverfügbarkeit nach oraler Einnahme beträgt etwa 60 %. Granisetron wird hepatisch metabolisiert, die Abbauprodukte werden je etwa zur Hälfte hepatisch und renal ausgeschieden. Die mittlere Plasmahalbwertszeit beträgt etwa neun Stunden, kann aber individuell sehr unterschiedlich sein.

## Handelsnamen
Kevatril, axigran, Ribosetron, Kytril, Sancuso (transdermales Pflaster, USA), diverse Generika